# Lingua moriori
La lingua moriori (ta rē Mōriori) è una lingua polinesiana originaria delle isole Chatham (Rēkohu), in Nuova Zelanda. Considerata estinta nel XX secolo, è stata recentemente al centro di vari progetti di rivitalizzazione linguistica e culturale che ne hanno promosso la propagazione.

## Storia
Il moriori si è sviluppato a partire dai dialetti māori meridionali, e ha poi iniziato a divergerne considerevolmente a causa dell’isolamento dell’arcipelago. Nonostante le notevoli variazioni fonetiche e lessicali, le due lingue sono mutuamente intelligibili.

## Alfabeto
Per la scrittura mōriori è in uso l’alfabeto latino in versione māori, con l’aggiunta di tre lettere alla fine per rappresentare /x/, /t͡ʃ/, /v/, assenti in māori.
a e i o u ā ē ī ō ū h k m n p r t w ng wh ch tch v.
| Controllo di autorità | GND (DE) 1052279376 |